# Sentenza di proscioglimento
La sentenza di proscioglimento indica, nel diritto processuale penale italiano, la sentenza di non doversi procedere o la sentenza di assoluzione nei confronti dell'imputato.
È emessa al termine del dibattimento; in casi particolari, può essere emessa immediatamente dopo la chiusura delle indagini preliminari, prima del dibattimento (cosiddetta sentenza anticipata di proscioglimento).

## Sentenza di non doversi procedere (art. 529 c.p.p.)
Il giudice pronuncia sentenza di non doversi procedere, indicandone la causa nel dispositivo, se l'azione penale non doveva essere iniziata o non deve essere proseguita. Il giudice pronuncia sentenza di non doversi procedere anche quando la prova dell'esistenza di una condizione di procedibilità è insufficiente o contraddittoria.

## Sentenza di assoluzione (art. 530 c.p.p.)
Quando il giudice si pronuncia nel merito e proscioglie l'imputato, emette una "sentenza di assoluzione". La causa di assoluzione, che deve essere specificata nel dispositivo, deve rientrare in una delle formule assolutorie tradizionali, di cui all'art. 530 c.p.p.:
- "il fatto non sussiste";
- "l'imputato non ha commesso il fatto";
- "il fatto non costituisce reato";
- "il fatto non è previsto dalla legge come reato";
- "il reato è stato commesso da persona non imputabile o non punibile per un'altra ragione".

Inoltre, il secondo e il terzo comma del predetto articolo stabiliscono rispettivamente che:
Con la sentenza di assoluzione il giudice applica, nei casi previsti dalla legge, le misure di sicurezza.

## Particolarità

### Dichiarazione di estinzione del reato (art. 531)
Il giudice pronuncia sentenza di non doversi procedere, enunciandone la causa nel dispositivo, anche quando il reato è estinto, o vi è dubbio sull'esistenza di una causa di estinzione del reato.
Quando ricorre una causa di estinzione del reato, ma dagli atti risulta evidente che il fatto non sussiste o che l'imputato non lo ha commesso o che il fatto non costituisce reato o non è previsto dalla legge come reato, il giudice pronuncia sentenza di assoluzione con la formula prescritta (se ciò avviene in udienza preliminare, il giudice pronuncia sentenza di non luogo a procedere con la formula prescritta).

### Provvedimenti sulle misure cautelari personali (art. 532)
Con la sentenza di proscioglimento, il giudice ordina la liberazione dell'imputato in stato di custodia cautelare e dichiara la cessazione delle altre misure cautelari personali eventualmente disposte. La stessa disposizione si applica nel caso di sentenza di condanna che concede la sospensione condizionale della pena.

### Obbligo della immediata declaratoria di determinate cause di non punibilità (art. 129)
Quando ricorre una causa di estinzione del reato ma dagli atti risulta evidente che il fatto non sussiste o che l'imputato non lo ha commesso o che il fatto non costituisce reato o non è previsto dalla legge come reato, il giudice pronuncia sentenza di assoluzione o di non luogo a procedere con la formula prescritta.

### Proscioglimento prima del dibattimento (art. 469)
Se l'azione penale non doveva essere iniziata o non deve essere proseguita, oppure se il reato è estinto e se per accertarlo non è necessario procedere al dibattimento, il giudice, in camera di consiglio, sentiti il pubblico ministero e l'imputato e se questi
non si oppongono, pronuncia sentenza inappellabile di non doversi procedere, enunciandone la causa nel dispositivo.